# Tom Swift

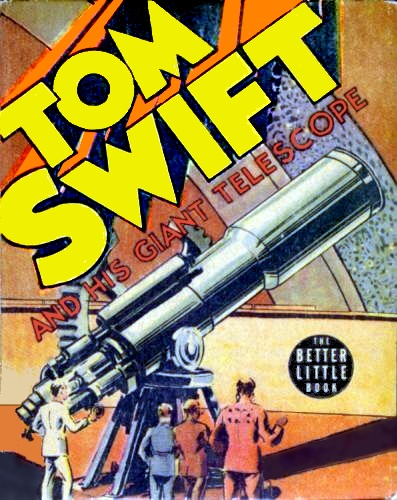
Tom Swift and His Giant Telescope (1939), livro da série Big Little Book com Tom Swift

Tom Swift é um jovem protagonista em uma série de romances de aventuras para jovens.

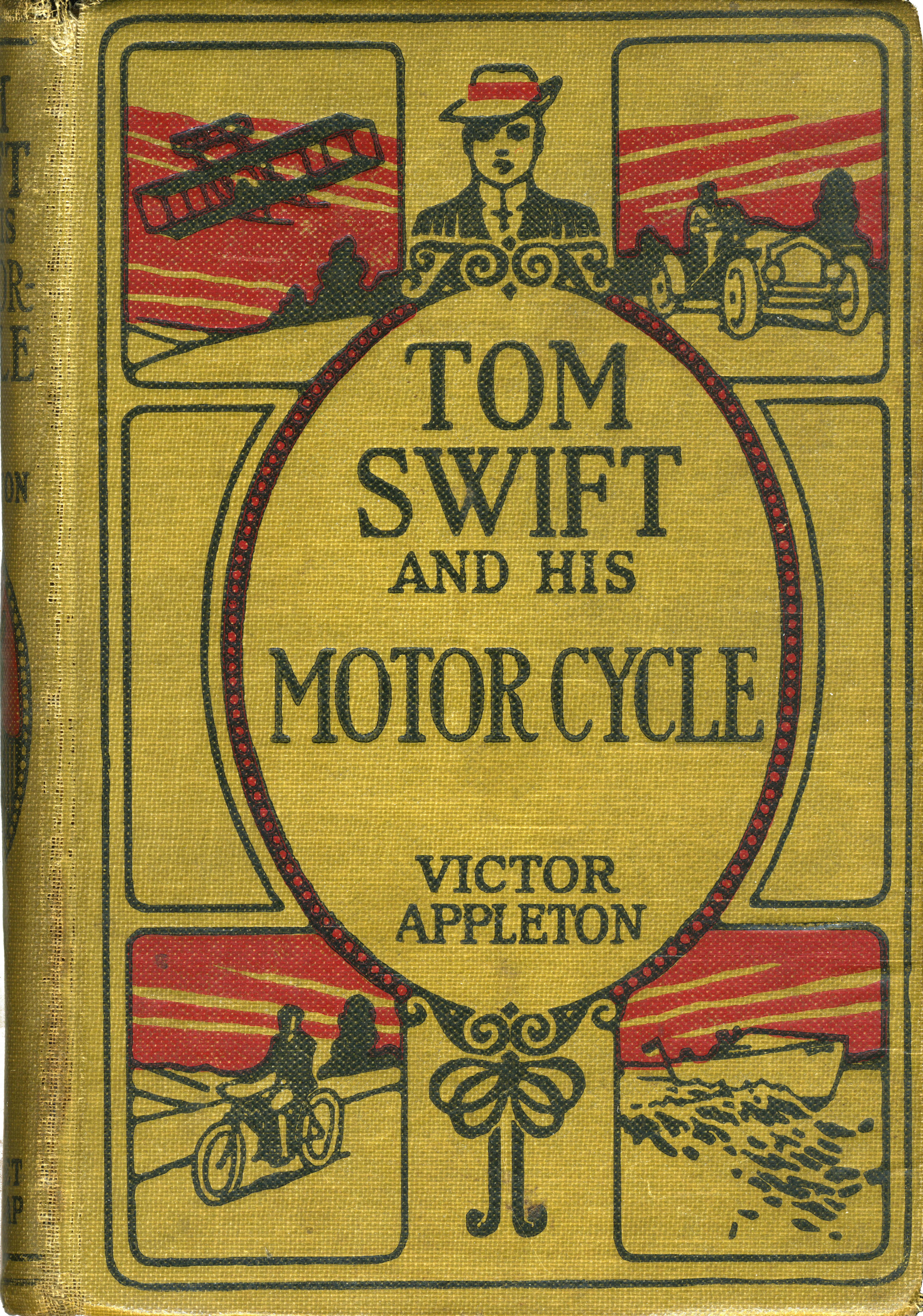
Tom Swift and His Motor Cycle (1910), o primeiro livro de Tom Swift

Algumas vezes referido como Tom Swift, Jr., ele foi o personagem central em cinco séries que totalizaram 100 livros. As séries, escrita para jovens, dão ênfase a ciência, invenções e tecnologia. O personagem foi criado por Edward Stratemeyer, fundador do Stratemeyer Syndicate, uma empresa de livros por encomendas. As histórias foram escritas por vários "escritores-fantasmas", que usavam o pseudônimo coletivo de Victor Appleton (algumas vezes, “Victor Appleton II”).
A estréia do personagem foi em 1910 e suas aventuras continuaram até 2007. A maior parte das várias séries tinham as invenções de Tom como a trama central. Os personagens foram apresentados de diferentes jeitos durante os anos mas no geral os livros mostravam a ciência e a tecnologia como benéficas e os inventores causavam admiração na sociedade, além de também serem vistos como heróis.